# Takehiro Tomiyasu
Takehiro Tomiyasu (冨安 健洋 Tomiyasu Takehiro?), född 5 november 1998, är en japansk fotbollsspelare som spelar för Arsenal. Tomiyasu spelar även för det japanska landslaget.

## Klubbkarriär
Den 31 augusti 2021 värvades Tomiyasu av Arsenal, där han skrev på ett fyraårskontrakt med option på ytterligare ett år.

## Landslagskarriär
I november 2022 blev Tomiyasu uttagen i Japans trupp till VM 2022.